# Heinrich Proch

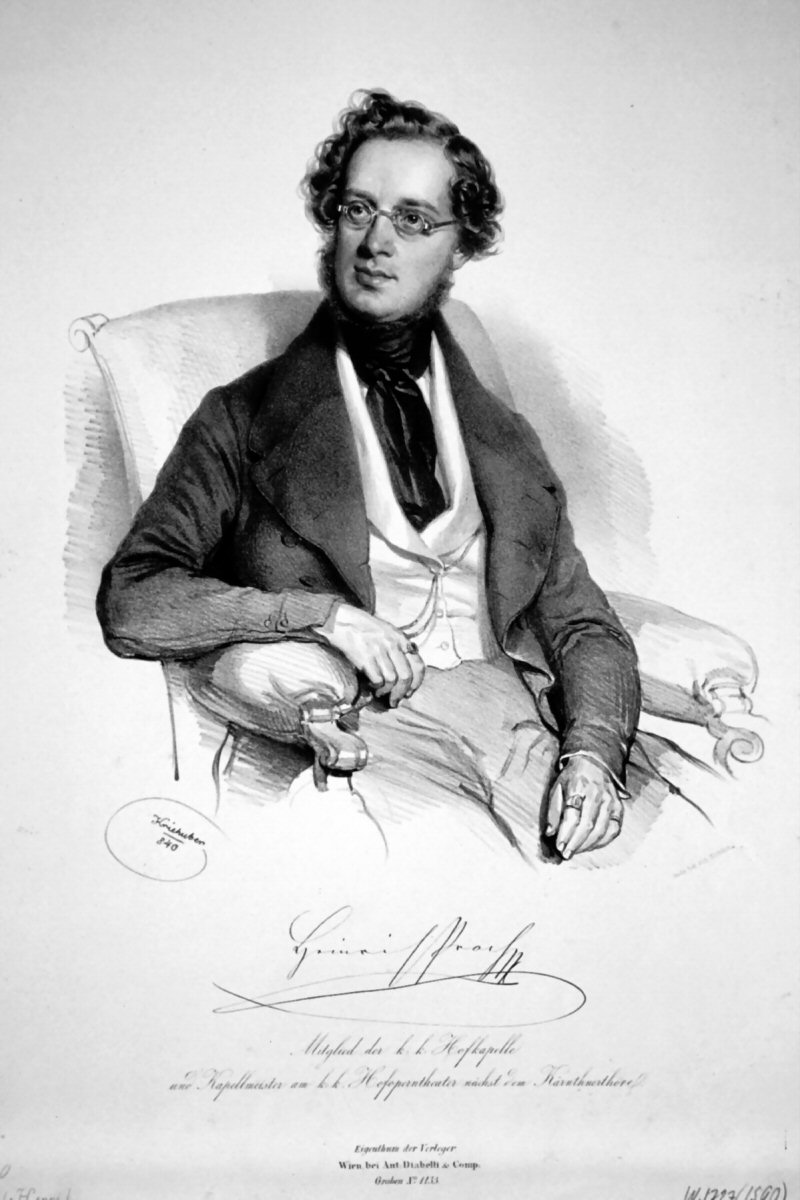
Heinrich Proch; Lithographie von Joseph Kriehuber 1840

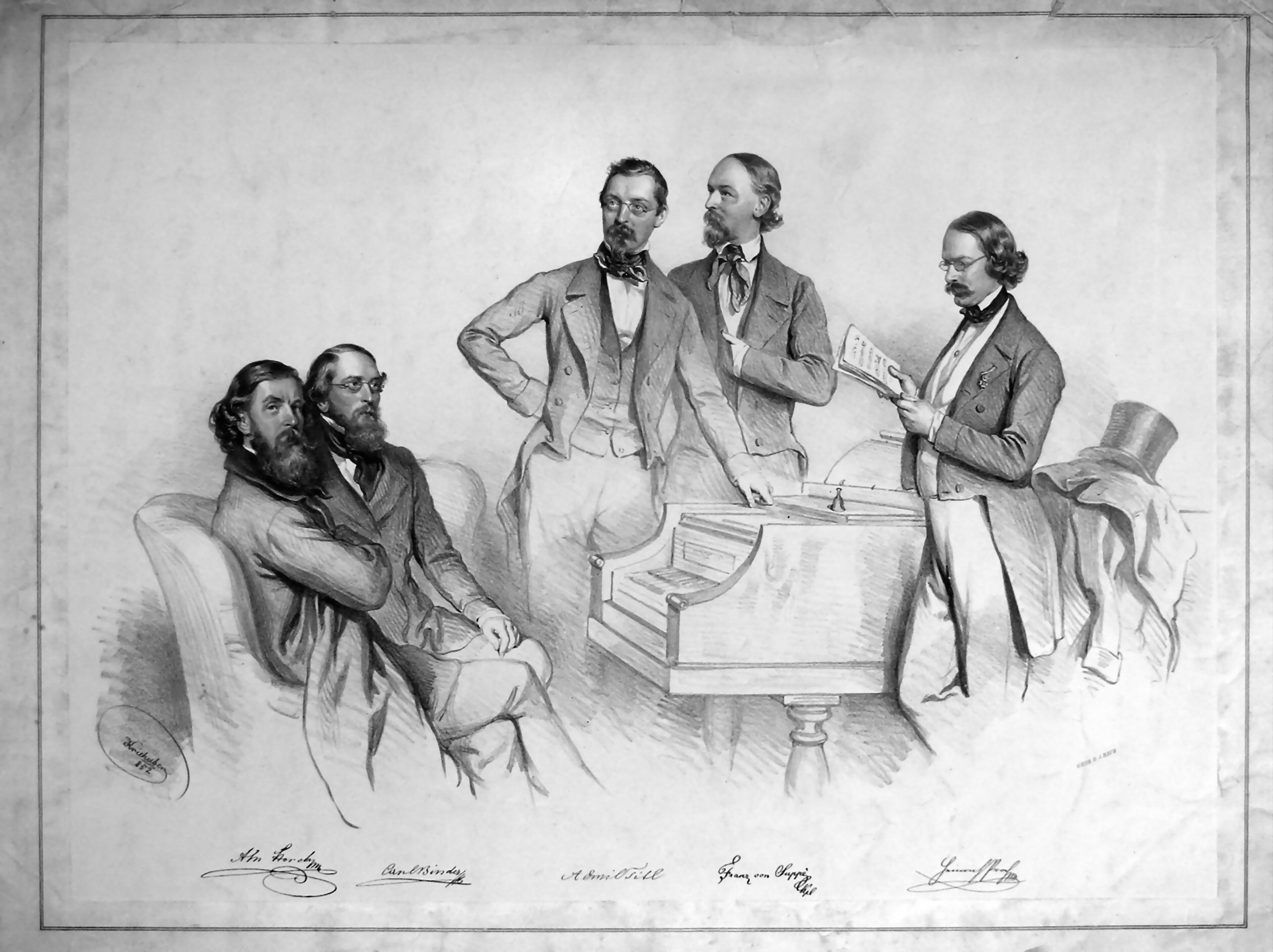
Heinrich Proch im Kreise von Binder, Storch, Suppé und Titl, Lithographie von Josef Kriehuber, 1852

Heinrich Proch (* 22. Juli 1809 in Wien; † 18. Dezember 1878 in Wien) war ein österreichischer Violinist, Komponist und Kapellmeister.

## Leben
Proch erhielt in Wiener Neustadt, wo sein Vater ab 1819 Landesadvokat war, Violinunterricht bei dem Stadtgeiger Smolleck und dem Violinisten Joseph Benesch sowie Generalbaß- und Kompositionsunterricht bei Anton Herzog, dem dortigen Hauptschul-Director und Regenschori der Pfarr- und Neuklosterkirche.
Von 1828 bis 1832 studierte Proch Rechtswissenschaft an der Universität Wien und absolvierte eine Ausbildung als Violinist. Anschließend war er beim Wiener Magistrat tätig. Von 1834 bis 1867 war er Mitglied der Wiener Hofmusikkapelle. Daneben war er von 1837 bis 1840 Kapellmeister des Theater in der Josefstadt.
Im Jahr 1840 erhielt er eine Anstellung als Erster Kapellmeister am Theater am Kärntnertor (der späteren Hofoper). Diese Stellung hatte er bis zu seiner Pensionierung im Jahre 1870 inne.
Zu seinen Schülern zählten unter anderen Künstlerinnen wie A. Materna, Dustmann-Meyer, T. Tietjens, M. Peschka. Seine Tochter Louise Proch wurde als Sängerin und Schauspielerin bekannt.
Im Jahr 1899 wurde in Wien-Penzing (14. Bezirk) die Prochstraße nach ihm benannt.

## Werke
Proch komponierte eine Oper (Ring und Maske), drei Operetten, Schauspielmusiken, Orchesterstücke und kammermusikalische Werke sowie über zweihundert Lieder.

### Oper
- Ring und Maske, 1844

### Operetten
- Die Blutrache, 1846
- Zweiter und dritter Stock, 1847
- Der gefährliche Sprung, 1848

### Kleinere Vokalwerke
Proch hinterließ auch diverse Solonummern. Von seinem „Thema und Variationen“ (op. 164) für Koloratursopran gibt es eine virtuose Aufnahme mit Ingeborg Hallstein und dem Kölner Rundfunk-Sinfonie-Orchester unter Franz Marszalek.

### Übersetzungen
Neben seiner Kompositions-Tätigkeit trat er auch als Übersetzer italienischer Opern (z. B. Giuseppe Verdis Il trovatore und Gaetano Donizettis Don Pasquale) hervor.